# 10 Years Ticket
10 Years Ticket (tiếng Thái: หนังรักเรื่องที่แล้ว; RTGS: Nang Rak Rueang Thi Laeo; tựa Việt: Vé Xem Chuyện Tình Đã Qua) là một bộ phim truyền hình Thái Lan phát sóng năm 2022–2023 với sự tham gia của Pawat Chittsawangdee (Ohm), Tontawan Tantivejakul (Tu), Jumpol Adulkittiporn (Off) và Benyapa Jeenprasom (View).
Bộ phim được đạo diễn bởi Kanittha Kwunyoo và sản xuất bởi GMMTV cùng với Nar-ra-tor. Đây là một trong 22 dự án phim truyền hình cho năm 2022 được GMMTV giới thiệu trong sự kiện "GMMTV 2022 Borderless" vào ngày 1 tháng 12 năm 2021. Bộ phim được phát sóng vào lúc 20:30 (ICT), thứ Tư và thứ Năm trên GMM 25 và có mặt trên nền tảng trực tuyến TrueID vào 22:30 (ICT) cùng ngày, bắt đầu từ ngày 14 tháng 12 năm 2022. Bộ phim kết thúc vào ngày 2 tháng 2 năm 2023.

## Nội dung
Phukao (Pawat Chittsawangdee) và Kongkwan (Tontawan Tantivejakul) là bạn từ thuở nhỏ, gia đình của họ cũng rất thân nhau. Nhưng cuộc sống của họ bị đảo lộn hoàn toàn do biến cố 10 năm trước, khi chị của Kongkwan giết anh trai của Phukao. Sự việc đó đã huỷ hoại hoàn toàn mối quan hệ giữa hai gia đình và giữa nhóm bạn của Phukao và Kongkwan. Phukao không những mất đi anh trai mà bố anh còn bỏ mẹ và anh mà đi. Còn gia đình Kongkwan bị mang tiếng là gia đình giết người trong thời gian chị cô chịu án phạt tù. Kể từ đó, Phukao không ngừng tìm cách trả thù Kongkwan, dù cho cô ấy vô tội, và luôn cho cô là em gái của kẻ đã giết anh trai mình. Với hành động đó, anh đã tự khiến mình mất đi những người bạn do họ không chấp nhận cách mà anh đối xử với Kongkwan. Đặc biệt là với Plu (Jumpol Adulkittiporn), người luôn coi anh là em trai, cũng không thể chấp nhận hành động đó của anh. Tất cả những sự việc đó đã gây nên mâu thuẫn cho cả hai thế hệ của các gia đình.

## Diễn viên

### Diễn viên chính
- Pawat Chittsawangdee (Ohm) vai Phukao
- Tontawan Tantivejakul (Tu) vai Kongkwan
- Jumpol Adulkittiporn (Off) vai Plu
- Benyapa Jeenprasom (View) vai Lookzo

### Diễn viên phụ
- Purim Rattanaruangwattana (Pluem) vai Mai (anh trai của Phukhao)
- Pahn Riety vai Lak (chị gái của Kongkwan)
- Pawalit Mongkolpisit (Bank) vai Santi (bố của Phukhao)
- Nicole Theriault vai Sai (mẹ của Phukhao)
- Oliver Poupart (An) vai Somkiat (bố của Kongkwan)
- Narumon Phongsupan (Koy) vai Veena (mẹ của Kongkwan)
- Amarin Nitibhon vai Oh (bố của Lukso)
- Yong Chernyim vai Yo (ông của Plu)
- Sunsanee Wattananukul vai Pum (bà của Plu)
- Phooripun Kruthirun (Phoo) vai Phukao (nhỏ)
- Pentak Sirikul (Tai) vai Pin
- Chalad Na Songkhla vai Piak
- Chanagun Arpornsutinan (Gunsmile) vai So
- Patara Eksangkul (Foei) vai Champ
- Chanokwanun Rakcheep (Took) vai Ying
- Wanwimol Jaenasavamethee (June) vai Ning
- Pahun Jiyacharoen (Marc) vai Chalee
- Sueangsuda Lawanprasert (Namfon) vai Thanya (mẹ của Mai)

### Khách mời
- Sunthari Chotipun (Nong) vai mẹ của Chalee
- Yasaka Chaisorn

## Các tập phát sóng
| TT. | Tiêu đề                    | Ngày phát sóng gốc   |
| --- | -------------------------- | -------------------- |
| 1 | "Nhà"                      | 14 tháng 12 năm 2022 |
| Phukao, Kongkwan, Plu và Lookzo là những người bạn thân từ thuở nhỏ, đến mức gia đình họ coi nhau như người thân của mình. Tuy nhiên, biến cố xảy đến vào năm 2013. Mai, anh trai Phukao, bị sát hại và Lak, chị gái Kongkwan, tự nhận rằng chính cô là hung thủ. Từ đây, mâu thuẫn nảy sinh giữa hai gia đình. |                            |                      |
| 2 | "Bước tiếp"                | 15 tháng 12 năm 2022 |
| Sau sự việc đó, bố của Phukao bỏ nhà đi, còn Kongkwan thì luôn bị bạn bè xa lánh ở trường học. 10 năm trôi qua, mối quan hệ giữa gia đình Phukao và Kongkwan ngày càng xa cách. Plu vẫn quan tâm, chăm sóc Phukao thay Mai theo lời hứa, đồng thời cũng luôn dõi theo Kongkwan. Đến một ngày, Kongkwan thi đậu vào ngôi trường Phukao đang theo học và tự hứa với bản thân sẽ không trốn tránh quá khứ nữa. |                            |                      |
| 3 | "Mồi lửa của nước mắt"     | 21 tháng 12 năm 2022 |
| Sau khi nhập học, tưởng như sẽ khó hoà nhập nhưng Kongkwan lại làm quen được bạn bè mới và bạn bè trong lớp cũng không ai phán xét cô. Khi Phukao biết Kongkwan chuyển đến, cậu đã rất tức giận. Kongkwan khẳng định với Phukao rằng sẽ không chuyển trường nữa mà sẽ tiếp tục học tại đây. Oh phát hiện ra Plu không học đại học mà theo làm việc cho Piak giống Mai trước đây để kiếm tiền chăm lo ông bà. |                            |                      |
| 4 | "Quá khứ dẫn lối hiện tại" | 22 tháng 12 năm 2022 |
| Hội phụ huynh bắt đầu bàn tán về việc Kongkwan được nhận vào trường và nộp đơn yêu cầu được gặp Hiệu trưởng. Kongkwan nộp đơn xin vào CLB Thư viện nhưng khi biết Phukao là Chủ tịch CLB, cô đã từ bỏ ý định đó. Thấy Kongkwan lấp ló ở thư viện, Phukao kéo tay cô khiến cô làm rơi con búp bê của Mai mà anh đã tặng cho Kongkwan hồi nhỏ. Trong cơn tức giận, Phukao đã rạch rách con búp bê. Suốt thời gian qua, Piak có thể dùng các mối quan hệ để giúp Lak ra tù nhưng cô không muốn. Cuối tập cũng đã tiết lộ rằng Lak không phải là hung thủ giết Mai. |                            |                      |
| 5 | TBA                        | 28 tháng 12 năm 2022 |
| 6 | TBA                        | 29 tháng 12 năm 2022 |
| 7 | TBA                        | 4 tháng 1 năm 2023   |
| 8 | TBA                        | 5 tháng 1 năm 2023   |
| 9 | TBA                        | 11 tháng 1 năm 2023  |
| 10 | TBA                        | 12 tháng 1 năm 2023  |
| 11 | TBA                        | 18 tháng 1 năm 2023  |
| 12 | TBA                        | 19 tháng 1 năm 2023  |
| 13 | TBA                        | 25 tháng 1 năm 2023  |
| 14 | TBA                        | 26 tháng 1 năm 2023  |
| 15 | TBA                        | 1 tháng 2 năm 2023   |
| 16 | TBA                        | 2 tháng 2 năm 2023   |

## Nhạc phim
| Tên bài hát                                     | Thể hiện                   | Ref.  |
| ----------------------------------------------- | -------------------------- | ----- |
| แค่คิดก็ผิดแล้ว (Unlovable) (Khae Khit Ko Phit Laeo) | Pawat Chittsawangdee (Ohm) | [ 4 ] |

## Phát sóng tại nước ngoài
- Tại Việt Nam, bộ phim được phát sóng song song tại nền tảng trực tuyến TrueID Vietnam và FPT Play, lúc 20:30 thứ Tư và thứ Năm hàng tuần, bắt đầu từ ngày 14 tháng 12 năm 2022.

## Giải thưởng và đề cử
| Năm  | Giải thưởng                        | Hạng mục                       | Nhân vật/Tác phẩm được đề cử | Kết quả   | Ref.  |
| ---- | ---------------------------------- | ------------------------------ | ---------------------------- | --------- | ----- |
| 2023 | Asian Academy Creative Awards 2023 | Best Actress in a Leading Role | Tontawan Tantivejakul (Tu)   | Đoạt giải | [ 5 ] |